# Skilanglauf-Scandinavian-Cup 2013/14
Der Skilanglauf-Scandinavian-Cup 2013/14 war eine von der FIS organisierte Wettkampfserie, die zum Unterbau des Skilanglauf-Weltcups 2013/14 gehörte. Sie begann am 13. Dezember 2013 in Vuokatti und endete am 23. Februar 2014 in Otepää. Die Gesamtwertung der Männer gewann Simen Østensen und bei den Frauen Kathrine Harsem.

## Männer

### Resultate
| 1. Scandinavian Cup in Vuokatti, 13. bis 15. Dezember 2013 | 1. Scandinavian Cup in Vuokatti, 13. bis 15. Dezember 2013 | 1. Scandinavian Cup in Vuokatti, 13. bis 15. Dezember 2013 | 1. Scandinavian Cup in Vuokatti, 13. bis 15. Dezember 2013 | 1. Scandinavian Cup in Vuokatti, 13. bis 15. Dezember 2013 |
| ---------------------------------------------------------- | ---------------------------------------------------------- | ---------------------------------------------------------- | ---------------------------------------------------------- | ---------------------------------------------------------- |
| Datum                                                      | Disziplin                                                  | Erster Platz                                               | Zweiter Platz                                              | Dritter Platz                                              |
| 13. Dezember 2013                                          | Sprint klassisch                                           | Emil Iversen                                               | Ari Luusua                                                 | Sindre Bjørnestad Skar                                     |
| 14. Dezember 2013                                          | 15 km klassisch                                            | Simen Østensen                                             | Emil Iversen                                               | Mathias Rundgreen                                          |
| 15. Dezember 2013                                          | 15 km Freistil                                             | Emil Iversen                                               | Martin Johansson                                           | Didrik Tønseth                                             |

| 2. Scandinavian Cup in Skellefteå und Piteå, 4. bis 6. Januar 2014 | 2. Scandinavian Cup in Skellefteå und Piteå, 4. bis 6. Januar 2014 | 2. Scandinavian Cup in Skellefteå und Piteå, 4. bis 6. Januar 2014 | 2. Scandinavian Cup in Skellefteå und Piteå, 4. bis 6. Januar 2014 | 2. Scandinavian Cup in Skellefteå und Piteå, 4. bis 6. Januar 2014 |
| ------------------------------------------------------------------ | ------------------------------------------------------------------ | ------------------------------------------------------------------ | ------------------------------------------------------------------ | ------------------------------------------------------------------ |
| Datum                                                              | Disziplin                                                          | Erster Platz                                                       | Zweiter Platz                                                      | Dritter Platz                                                      |
| 4. Januar 2014                                                     | Sprint Freistil                                                    | Emil Jönsson                                                       | Juho Mikkonen                                                      | Teodor Peterson                                                    |
| 5. Januar 2014                                                     | 15 km klassisch                                                    | Eldar Rønning                                                      | Lars Nelson                                                        | Emil Jönsson                                                       |
| 6. Januar 2014                                                     | 15 km Freistil                                                     | Simen Østensen                                                     | Eldar Rønning                                                      | Emil Iversen                                                       |

| 3. Scandinavian Cup in Meråker, 7. und 9. Februar 2014 | 3. Scandinavian Cup in Meråker, 7. und 9. Februar 2014 | 3. Scandinavian Cup in Meråker, 7. und 9. Februar 2014 | 3. Scandinavian Cup in Meråker, 7. und 9. Februar 2014 | 3. Scandinavian Cup in Meråker, 7. und 9. Februar 2014 |
| ------------------------------------------------------ | ------------------------------------------------------ | ------------------------------------------------------ | ------------------------------------------------------ | ------------------------------------------------------ |
| Datum                                                  | Disziplin                                              | Erster Platz                                           | Zweiter Platz                                          | Dritter Platz                                          |
| 7. Februar 2014                                        | 15 km Freistil                                         | Simen Østensen                                         | Simen Andreas Sveen                                    | Carl Quicklund                                         |
| 8. Februar 2014                                        | Sprint klassisch                                       | Sondre Turvoll Fossli                                  | Tomas Northug                                          | Emil Nyeng                                             |
| 9. Februar 2014                                        | 30 km klassisch (Massenstart)                          | Simen Østensen                                         | Daniel Myrmæl Helgestad                                | Simen Andreas Sveen                                    |

| 4. Scandinavian Cup in Madona, 19. und 20. Februar 2014 | 4. Scandinavian Cup in Madona, 19. und 20. Februar 2014 | 4. Scandinavian Cup in Madona, 19. und 20. Februar 2014 | 4. Scandinavian Cup in Madona, 19. und 20. Februar 2014 | 4. Scandinavian Cup in Madona, 19. und 20. Februar 2014 |
| ------------------------------------------------------- | ------------------------------------------------------- | ------------------------------------------------------- | ------------------------------------------------------- | ------------------------------------------------------- |
| Datum                                                   | Disziplin                                               | Erster Platz                                            | Zweiter Platz                                           | Dritter Platz                                           |
| 19. Februar 2014                                        | Sprint Freistil                                         | Håvard Solås Taugbøl                                    | Pål Trøan Aune                                          | Matias Strandvall                                       |
| 20. Februar 2014                                        | 15 km Freistil                                          | Daniel Myrmæl Helgestad                                 | Martin Johansson                                        | Mathias Rundgreen                                       |

| 5. Scandinavian Cup in Otepää, 22. und 23. Februar 2014 | 5. Scandinavian Cup in Otepää, 22. und 23. Februar 2014 | 5. Scandinavian Cup in Otepää, 22. und 23. Februar 2014 | 5. Scandinavian Cup in Otepää, 22. und 23. Februar 2014 | 5. Scandinavian Cup in Otepää, 22. und 23. Februar 2014 |
| ------------------------------------------------------- | ------------------------------------------------------- | ------------------------------------------------------- | ------------------------------------------------------- | ------------------------------------------------------- |
| Datum                                                   | Disziplin                                               | Erster Platz                                            | Zweiter Platz                                           | Dritter Platz                                           |
| 22. Februar 2014                                        | Sprint klassisch                                        | Ari Luusua                                              | Carl Quicklund                                          | Toni Ketelä                                             |
| 23. Februar 2014                                        | 20 km klassisch (Massenstart)                           | Algo Kärp                                               | Ari Luusua                                              | Øyvind Moen Fjeld                                       |

### Gesamtwertung Männer
| Rang | Name                    | Punkte |
| ---- | ----------------------- | ------ |
| 01   | Simen Østensen          | 574    |
| 02   | Daniel Myrmæl Helgestad | 405    |
| 03   | Emil Iversen            | 385    |
| 04   | Carl Quicklund          | 311    |
| 05   | Ari Luusua              | 309    |
| 06   | Martin Løwstrøm Nyenget | 308    |
| 07   | Sindre Bjørnestad Skar  | 281    |
| 08   | Mathias Rundgreen       | 245    |
| 09   | Martin Johansson        | 228    |
| 10   | Vegard Bjerkreim Nilsen | 220    |
| 011  | Hans Christer Holund    | 211    |
| 012. | Sondre Turvoll Fossli   | 193    |
| 013. | Simon Andersson         | 188    |
| 014. | Eldar Rønning           | 180    |
| 015. | Simen Andreas Sveen     | 175    |
| 016. | Emil Nyeng              | 174    |
| 017. | Pål Tröan Aune          | 168    |
| 018. | Emil Jönsson            | 160    |
| 019. | Håvard Solås Taugbøl    | 158    |
| 020. | Anton Lindblad          | 141    |
| 021. | Kristian Tettli Rennemo | 133    |
| 021. | Matias Strandvall       | 133    |
| 023. | Eivind Bakkene          | 128    |
| 024. | Ånund Lid Byggland      | 118    |
| 024. | Tomas Northug           | 118    |
| 026. | Øyvind Moen Fjeld       | 115    |
| 027. | Gustav Eriksson         | 110    |
| 028. | Toni Ketelä             | 109    |
| 029. | Torgeir Skare Thygesen  | 108    |
| 030. | Daniel Stock            | 107    |
| 031. | Snorri Einarsson        | 104    |
| 032. | Simen Hegstad Krüger    | 102    |
| 033. | Algo Kärp               | 100    |
| 033. | Andreas Nygaard         | 100    |
| 035. | Didrik Tønseth          | 96     |
| 036. | Lars Nelson             | 94     |
| 037. | Eirik Lorentsen         | 93     |
| 038. | Morten Harjo Pettersen  | 89     |
| 039. | Øystein Pettersen       | 87     |
| 040. | Sindre Odberg Palm      | 86     |
| 041. | Marcus Hellner          | 83     |

| Rang | Name                      | Punkte |
| ---- | ------------------------- | ------ |
| 041. | Kari Varis                | 83     |
| 043. | Juho Mikkonen             | 80     |
| 044. | Vetle Thyli               | 79     |
| 045. | Jörgen Brink              | 78     |
| 046. | Torjus Børsheim           | 73     |
| 046. | Niklas Dyrhaug            | 73     |
| 048. | Andreas Myran Steen       | 72     |
| 049. | Martin Bergström          | 69     |
| 050. | Teodor Peterson           | 67     |
| 051. | Tiio Söderhielm           | 63     |
| 052. | Jonas Austmo Kolstad      | 62     |
| 053. | Anders Tettli Rennemo     | 60     |
| 054. | Iivo Niskanen             | 59     |
| 055. | Perttu Hyvarinen          | 52     |
| 056. | Johan Edin                | 47     |
| 057. | Timo Andre Bakken         | 46     |
| 058. | Ronny Fredrik Ansnes      | 45     |
| 058. | Anton Karlsson            | 45     |
| 058. | Martin Johansen Westgaard | 45     |
| 061. | Jens Eriksson             | 44     |
| 062. | Martin Hammer             | 40     |
| 063. | Ole-Marius Bach           | 38     |
| 064. | Nils Magnus Bøen Grave    | 36     |
| 065. | Lauri Vuorinen            | 34     |
| 066. | Trygve Henden Gassö       | 33     |
| 066. | Sergej Mikajeljan         | 33     |
| 068. | Heikki Korpela            | 32     |
| 069. | Rune Malo Ödegaard        | 30     |
| 070. | Mauro Gruber              | 29     |
|      | Simon Persson             | 29     |
|      | Tero Similä               | 29     |
| 073. | Espen Udjus Frorud        | 26     |
| 074. | Rolf Einar Jensen         | 25     |
| 075. | Gustav Nordström          | 24     |
| 075. | Siim Sellis               | 24     |
| 077. | Johan Hoel                | 23     |
| 078. | Ristomatti Hakola         | 22     |
| 079. | Bill Impola               | 16     |
| 079. | Simen Lanes               | 16     |
| 081. | Stian Remseth Andresen    | 14     |
| 081. | Raido Ränkel              | 14     |

| Rang  | Name                        | Punkte |
| ----- | --------------------------- | ------ |
| 081.  | Erik Silfver                | 14     |
| 084.  | Peter Andersen              | 13     |
| 084.  | Raphael Couturier           | 13     |
| 084.  | Antti Häkämies              | 13     |
| 084.  | Morten Eide Pedersen        | 13     |
| 084.  | Fridtjof Vaksdal            | 13     |
| 089.  | Vesa Kallio                 | 12     |
| 089.  | Robin Norum                 | 12     |
| 089.  | Erlend Skippervik Sätre     | 12     |
| 092.  | Fredrik Gjesbakk            | 11     |
| 092.  | Martin Riseth               | 11     |
| 092.  | Kevin Sandau                | 11     |
| 092.  | Anders Svanebo              | 11     |
| 096.  | Robin Bryntesson            | 10     |
|       | Kein Einaste                | 10     |
|       | Eirik Kurland Olsen         | 10     |
|       | Lasse Paakkonen             | 10     |
|       | Jussi Simula                | 10     |
|       | Eirik Telebond              | 10     |
| 0102. | Tore Martin Söbak Gundersen | 9      |
| 0103. | Eirik Mysen                 | 7      |
|       | Karl-Johan Westberg         | 7      |
| 0105. | Lars Ove Aunli              | 6      |
|       | Karstein Johaug Jr.         | 6      |
|       | Marko Klip                  | 6      |
|       | Timo Simonlatser            | 6      |
| 0109. | Jonas Udjus Frorud          | 5      |
|       | Peeter Kümmel               | 5      |
|       | Ville-Petteri Saarela       | 5      |
|       | Daniel Svensson             | 5      |
| 0113. | David Frisk                 | 4      |
|       | Oskar Sjoulund              | 4      |
| 0115. | Juha-Matti Mikkolainen      | 3      |
|       | Jesper Modin                | 3      |
|       | Dag Frode Trollebö          | 3      |
| 0118. | Hallvard Evjestad           | 2      |
|       | Johan Westerlund            | 2      |
| 0120. | Bendik Persch Andersen      | 1      |
|       | Markus Pörsti               | 1      |
|       | Eno Vahtra                  | 1      |

## Frauen

### Resultate
| 1. Scandinavian Cup in Vuokatti, 13. bis 15. Dezember 2013 | 1. Scandinavian Cup in Vuokatti, 13. bis 15. Dezember 2013 | 1. Scandinavian Cup in Vuokatti, 13. bis 15. Dezember 2013 | 1. Scandinavian Cup in Vuokatti, 13. bis 15. Dezember 2013 | 1. Scandinavian Cup in Vuokatti, 13. bis 15. Dezember 2013 |
| ---------------------------------------------------------- | ---------------------------------------------------------- | ---------------------------------------------------------- | ---------------------------------------------------------- | ---------------------------------------------------------- |
| Datum                                                      | Disziplin                                                  | Erster Platz                                               | Zweiter Platz                                              | Dritter Platz                                              |
| 13. Dezember 2013                                          | Sprint klassisch                                           | Kathrine Harsem                                            | Barbro Kvåle                                               | Magdalena Pajala                                           |
| 14. Dezember 2013                                          | 10 km klassisch                                            | Kathrine Harsem                                            | Julia Svan                                                 | Laura Mononen                                              |
| 15. Dezember 2013                                          | 10 km Freistil                                             | Marthe Kristoffersen                                       | Kathrine Harsem                                            | Evelina Settlin                                            |

| 2. Scandinavian Cup in Skellefteå und Piteå, 4. bis 6. Januar 2014 | 2. Scandinavian Cup in Skellefteå und Piteå, 4. bis 6. Januar 2014 | 2. Scandinavian Cup in Skellefteå und Piteå, 4. bis 6. Januar 2014 | 2. Scandinavian Cup in Skellefteå und Piteå, 4. bis 6. Januar 2014 | 2. Scandinavian Cup in Skellefteå und Piteå, 4. bis 6. Januar 2014 |
| ------------------------------------------------------------------ | ------------------------------------------------------------------ | ------------------------------------------------------------------ | ------------------------------------------------------------------ | ------------------------------------------------------------------ |
| Datum                                                              | Disziplin                                                          | Erster Platz                                                       | Zweiter Platz                                                      | Dritter Platz                                                      |
| 4. Januar 2014                                                     | Sprint Freistil                                                    | Charlotte Kalla                                                    | Stina Nilsson                                                      | Jonna Sundling                                                     |
| 5. Januar 2014                                                     | 10 km klassisch                                                    | Charlotte Kalla                                                    | Sofia Bleckur                                                      | Jennie Öberg                                                       |
| 6. Januar 2014                                                     | 10 km Freistil                                                     | Charlotte Kalla                                                    | Marthe Kristoffersen                                               | Ragnhild Haga                                                      |

| 3. Scandinavian Cup in Meråker, 7. und 9. Februar 2014 | 3. Scandinavian Cup in Meråker, 7. und 9. Februar 2014 | 3. Scandinavian Cup in Meråker, 7. und 9. Februar 2014 | 3. Scandinavian Cup in Meråker, 7. und 9. Februar 2014 | 3. Scandinavian Cup in Meråker, 7. und 9. Februar 2014 |
| ------------------------------------------------------ | ------------------------------------------------------ | ------------------------------------------------------ | ------------------------------------------------------ | ------------------------------------------------------ |
| Datum                                                  | Disziplin                                              | Erster Platz                                           | Zweiter Platz                                          | Dritter Platz                                          |
| 7. Februar 2014                                        | 10 km Freistil                                         | Martine Ek Hagen                                       | Maria Rydqvist                                         | Ragnhild Haga                                          |
| 8. Februar 2014                                        | Sprint klassisch                                       | Hanna Falk                                             | Kathrine Harsem                                        | Evelina Settlin                                        |
| 9. Februar 2014                                        | 20 km klassisch (Massenstart)                          | Sofia Bleckur                                          | Martine Ek Hagen                                       | Laura Mononen                                          |

| 4. Scandinavian Cup in Madona, 19. und 20. Februar 2014 | 4. Scandinavian Cup in Madona, 19. und 20. Februar 2014 | 4. Scandinavian Cup in Madona, 19. und 20. Februar 2014 | 4. Scandinavian Cup in Madona, 19. und 20. Februar 2014 | 4. Scandinavian Cup in Madona, 19. und 20. Februar 2014 |
| ------------------------------------------------------- | ------------------------------------------------------- | ------------------------------------------------------- | ------------------------------------------------------- | ------------------------------------------------------- |
| Datum                                                   | Disziplin                                               | Erster Platz                                            | Zweiter Platz                                           | Dritter Platz                                           |
| 19. Februar 2014                                        | Sprint Freistil                                         | Jennie Öberg                                            | Kari Vikhagen Gjeitnes                                  | Magdalena Pajala                                        |
| 20. Februar 2014                                        | 10 km Freistil                                          | Martine Ek Hagen                                        | Maria Rydqvist                                          | Marthe Kristoffersen                                    |

| 5. Scandinavian Cup in Otepää, 22. und 23. Februar 2014 | 5. Scandinavian Cup in Otepää, 22. und 23. Februar 2014 | 5. Scandinavian Cup in Otepää, 22. und 23. Februar 2014 | 5. Scandinavian Cup in Otepää, 22. und 23. Februar 2014 | 5. Scandinavian Cup in Otepää, 22. und 23. Februar 2014 |
| ------------------------------------------------------- | ------------------------------------------------------- | ------------------------------------------------------- | ------------------------------------------------------- | ------------------------------------------------------- |
| Datum                                                   | Disziplin                                               | Erster Platz                                            | Zweiter Platz                                           | Dritter Platz                                           |
| 22. Februar 2014                                        | Sprint klassisch                                        | Hanna Falk                                              | Magdalena Pajala                                        | Kathrine Harsem                                         |
| 23. Februar 2014                                        | 10 km klassisch (Massenstart)                           | Kathrine Harsem                                         | Marika Sundin                                           | Magdalena Pajala                                        |

### Gesamtwertung Frauen
| Rang | Name                   | Punkte |
| ---- | ---------------------- | ------ |
| 01   | Kathrine Harsem        | 765    |
| 02   | Martine Ek Hagen       | 471    |
| 03   | Marthe Kristoffersen   | 455    |
| 04   | Magdalena Pajala       | 440    |
| 05   | Jennie Öberg           | 427    |
| 06   | Laura Mononen          | 366    |
| 07   | Mari Eide              | 361    |
| 08   | Marika Sundin          | 352    |
| 09   | Charlotte Kalla        | 300    |
| 10   | Hanna Falk             | 292    |
| 011  | Kari Vikhagen Gjeitnes | 288    |
| 012. | Tuva Toftdahl Staver   | 275    |
| 013. | Maria Rydqvist         | 250    |
| 014. | Sofia Bleckur          | 248    |
| 015. | Barbro Kvåle           | 244    |
| 016. | Linn Sömskar           | 237    |
| 017. | Evelina Settlin        | 221    |
| 018. | Ragnhild Haga          | 182    |
| 019. | Maria Nysted Grønvoll  | 165    |
| 020. | Emilie Kristoffersen   | 155    |
| 021. | Silje Øyre Slind       | 142    |
| 022. | Julia Svan             | 141    |
| 023. | Elin Mohlin            | 135    |
| 023. | Astrid Øyre Slind      | 135    |
| 025. | Stina Nilsson          | 125    |
| 026. | Triin Ojaste           | 122    |
| 027. | Maria Strøm Nakstad    | 121    |
| 028. | Jonna Sundling         | 107    |
| 029. | Mia Eriksson           | 93     |
| 029. | Helene Söderlund       | 93     |
| 031. | Piret Pormeister       | 91     |
| 032. | Maria Gräfnings        | 84     |

| Rang | Name                    | Punkte |
| ---- | ----------------------- | ------ |
| 033. | Susanna Saapunki        | 81     |
| 034. | Clara Auland            | 79     |
| 035. | Maryna Lissohor         | 76     |
| 035. | Mona-Liisa Malvalehto   | 76     |
| 037. | Lina Korsgren           | 73     |
| 038. | Maija Hakala            | 65     |
| 039. | Alysson Marshall        | 63     |
| 040. | Tanja Kauppinen         | 62     |
| 041. | Anna Dyvik              | 61     |
| 042. | Britt Thorshaug Granrud | 51     |
| 043. | Sofia Henriksson        | 48     |
| 044. | Katri Lylynpera         | 47     |
| 045. | Trude Nonstad Fornes    | 37     |
| 046. | Svetlana Bochkarewa     | 36     |
| 046. | Merete Myrseth          | 36     |
| 048. | Anni Kainulainen        | 32     |
| 049. | Anne Kjersti Kalvaa     | 29     |
| 050. | Emilie Fleten           | 27     |
| 050. | Heini Hokkanen          | 27     |
| 052. | Cendrine Browne         | 25     |
| 053. | Krista Niiranen         | 23     |
| 054. | Britt Ingunn Nydal      | 22     |
| 055. | Kati Vanalainen         | 20     |
| 055. | Kati Tammjärv           | 20     |
| 057. | Maria Nordström         | 19     |
| 058. | Eva Svensson            | 18     |
| 059. | Tiia Rantala            | 16     |
| 060. | Laura Alba              | 15     |
| 060. | Emma Eriksson           | 15     |
| 060. | Julia Jansson           | 15     |
| 060. | Magni Smedaas           | 15     |
| 064. | Kari Eie                | 14     |

| Rang | Name                           | Punkte |
| ---- | ------------------------------ | ------ |
| 064. | Karianne Jevne                 | 14     |
| 066. | Dahria Beatty                  | 13     |
| 067. | Moa Larsson                    | 12     |
| 067. | Ina Lukonina                   | 12     |
| 069. | Marthe Kristine Hafsahl Karset | 11     |
| 069. | Elina Rönnlund                 | 11     |
| 071. | Frida Erkers                   | 10     |
| 071. | Berit Mogstad                  | 10     |
| 073. | Sanna Hallberg                 | 9      |
| 073. | Ida Indahl                     | 9      |
| 073. | Hilde Losgaard Landheim        | 9      |
| 073. | Katharine Ogden                | 9      |
| 077. | Ebba Andersson                 | 8      |
| 077. | Jackline Lockner               | 8      |
| 077. | Mary Rose                      | 8      |
| 080. | Sofie Elebro                   | 7      |
| 080. | Marte Monrad-Hansen            | 7      |
| 082. | Annie Pokorny                  | 6      |
| 083. | Anne-Marie Comeau              | 5      |
| 083. | Johanna Meyer                  | 5      |
| 083. | Ruut Vahametsa                 | 5      |
| 086. | Anne Mäkinen                   | 4      |
| 086. | Emma Sjöllund                  | 4      |
| 088. | Ida Lindkvist                  | 3      |
| 088. | Heidi Raju                     | 3      |
| 090. | Ingeranne Ström Nakstad        | 2      |
| 091. | Lisa Dahl                      | 1      |
| 091. | Inga Daushkane                 | 1      |
| 091. | Sara Nordstrand                | 1      |
| 091. | Hennariikka Rahkola            | 1      |